# Jaroslavl oblast
Jaroslavl oblast (ryska: Яросла́вская о́бласть, Jaroslavskaja oblast) är ett oblast i Ryssland, beläget i den västra delen av landet, med en total yta på 36 400 km². Det geografiska läget gör att oblastet har nära till både huvudstaden Moskva och storstaden Sankt Petersburg. Den administrativa huvudstaden är Jaroslavl och folkmängden uppgår till cirka 1,3 miljoner invånare.